# Starooskol'sky (huyện)
Huyện Starooskol'sky (tiếng Nga: ? райо́н) là một huyện hành chính tự quản (raion), của Tỉnh Belgorod, Nga. Huyện có diện tích 1698 km², dân số thời điểm ngày 1 tháng 1 năm 2000 là 34400 người. Trung tâm của huyện đóng ở Staryy Oskol.